# Rocky Mountain (трубопровід для ЗВГ)
Rocky Mountain (трбопровід для ЗВГ) – трубопровідна система, котра доправляє зріджені вуглеводневі гази (ЗВГ) із цілого ряду нафтогазоносних басейнів Скелястих гір до ЗВГ-хабу у Гоббсі.
Трубопровід обслуговує видобуток у басейнах Грейт-Грін-Рівер (південний захід Вайомінгу), Пайсенс (північний захід Колорадо), Уінта (північний схід Юти) та Сан-Хуан (на стику Нью-Мексико, Колорадо, Юти та Аризони). Він транспортує суміш ЗВГ, зібрану з кількох десятків газопереробних заводів, до Гоббсу. В останньому розташовані потужності з фракціонування, а також починається трубопровід Seminole NGL, котрий забезпечує подальшу передачу як нерозділеної суміші, так і фракціонованих продуктів до найбільшого в світі ЗВГ-хабу у Монт-Белв’ю на узбережжі Мексиканської затоки.
На момент введення у експлуатцію на початку 1980-х трубопровід мав довжину 1196 миль та був здатен перекачувати 65 тисяч барелів на добу. В подальшому систему неодноразово підсилювали, так що станом на 2012 рік вона могла транспортувати 275 тисяч барелів, причому завдяки запланованій модернізації цей показник за пару років збирались довести до 340 тисяч барелів. Наразі загальна довжина ліній системи досягла 3147 миль.